# Área de Conservação da Paisagem Karula Pikkjärve
A Área de Conservação da Paisagem Karula Pikkjärve é um parque natural situado no Condado de Valga, na Estónia.
A sua área é de 364 hectares.
Em 1959, o Karula Pikkjärv foi colocado sob proteção. Em 1964, a área protegida (Karula Pikkjärv mais as suas áreas circundantes) foi estabelecida.